# Väike-Maarja
Parròquia de Väike-Maarja (estonià: Väike-Maarja vald) és un municipi rural d’Estònia, al comtat de Lääne-Viru. Té una població de 5.421 habitants (a l'1 de gener de 2009) i una superfície de 457,39 km².

## Assentaments
Petits municipis
Kiltsi, Rakke, Simuna, Väike-Maarja
Pobles
Aavere - Aburi - Äntu - Ärina - Avanduse - Avispea - Ebavere - Edru - Eipri - Emumäe - Hirla - Imukvere - Jäätma - Kaavere - Kadiküla - Kamariku - Kännuküla - Kärsa - Käru - Kellamäe - Kitsemetsa - Koila - - Kolusta - Koila - - - Kolhut Lammasküla - Lasinurme - Liigvalla - Liivaküla - Määri - Mäiste - Mõisamaa - Müüriku - Nadalama - Nõmme - Nõmmküla - Olju - Orguse - Padaküla - Pandivere - Piibe - Pikevere - Pudivere - Raeküla - So Raigu - Raeküla - So Raigu - Raekülase - So Raigu - Raekülase - Suure-Rakke - Tammiku - Triigi - Uuemõisa - Väike-Rakke - Väike-Tammiku - Vao - Varangu - Villakvere - Võivere - Vorsti

## Religió
Religió a Väike-Maarja Parish (2021) 

## Persones notables
- Aile Asszonyi, soprano operística
- Voldemar Karl Koch, oficial militar
- Georg Lurich, lluitador
- Johann Peter Hoffmann, propietari de Marienhof

## Galeria

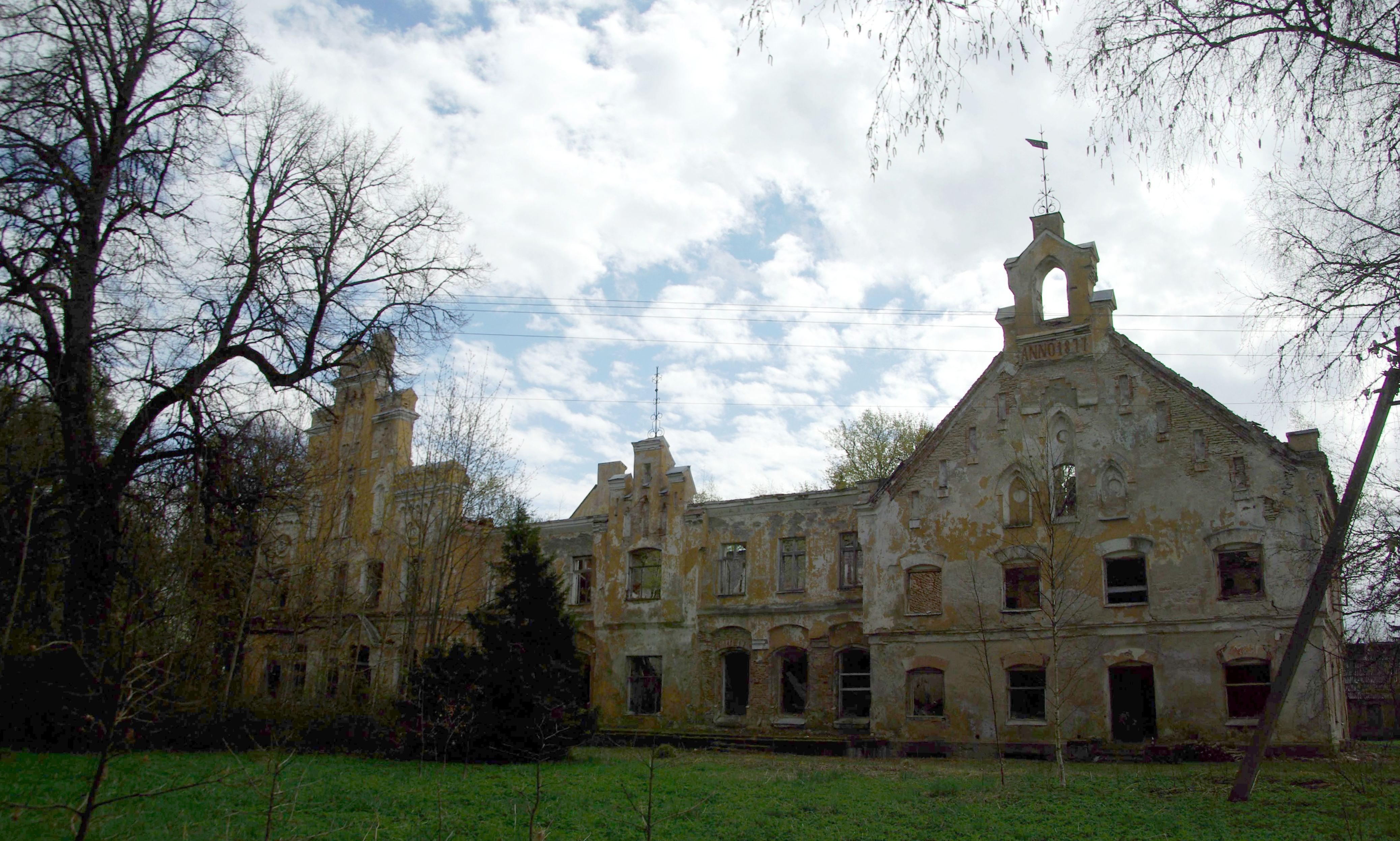
Ruïnes de la casa pairal d'Aavere
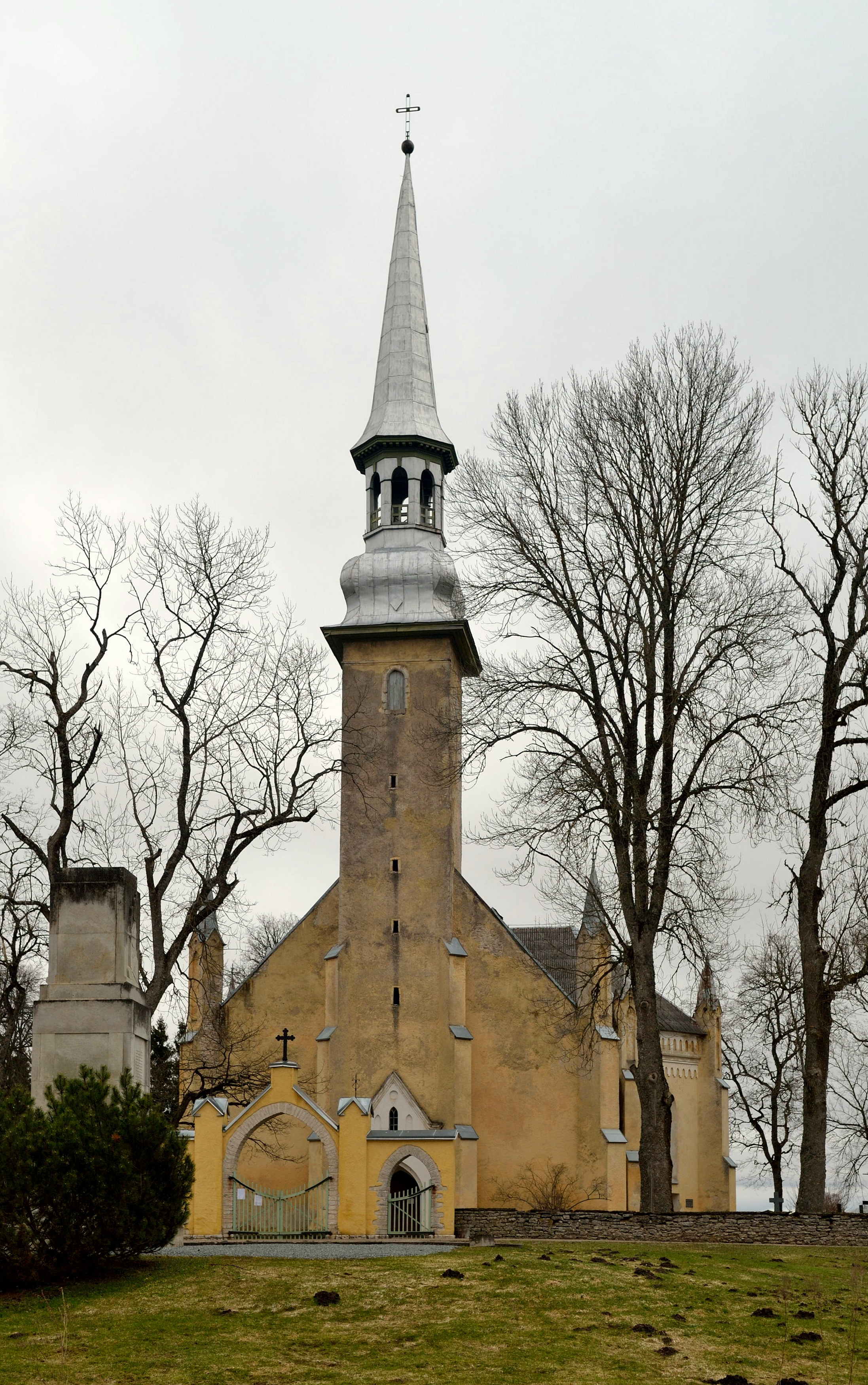
Església de la Simuna
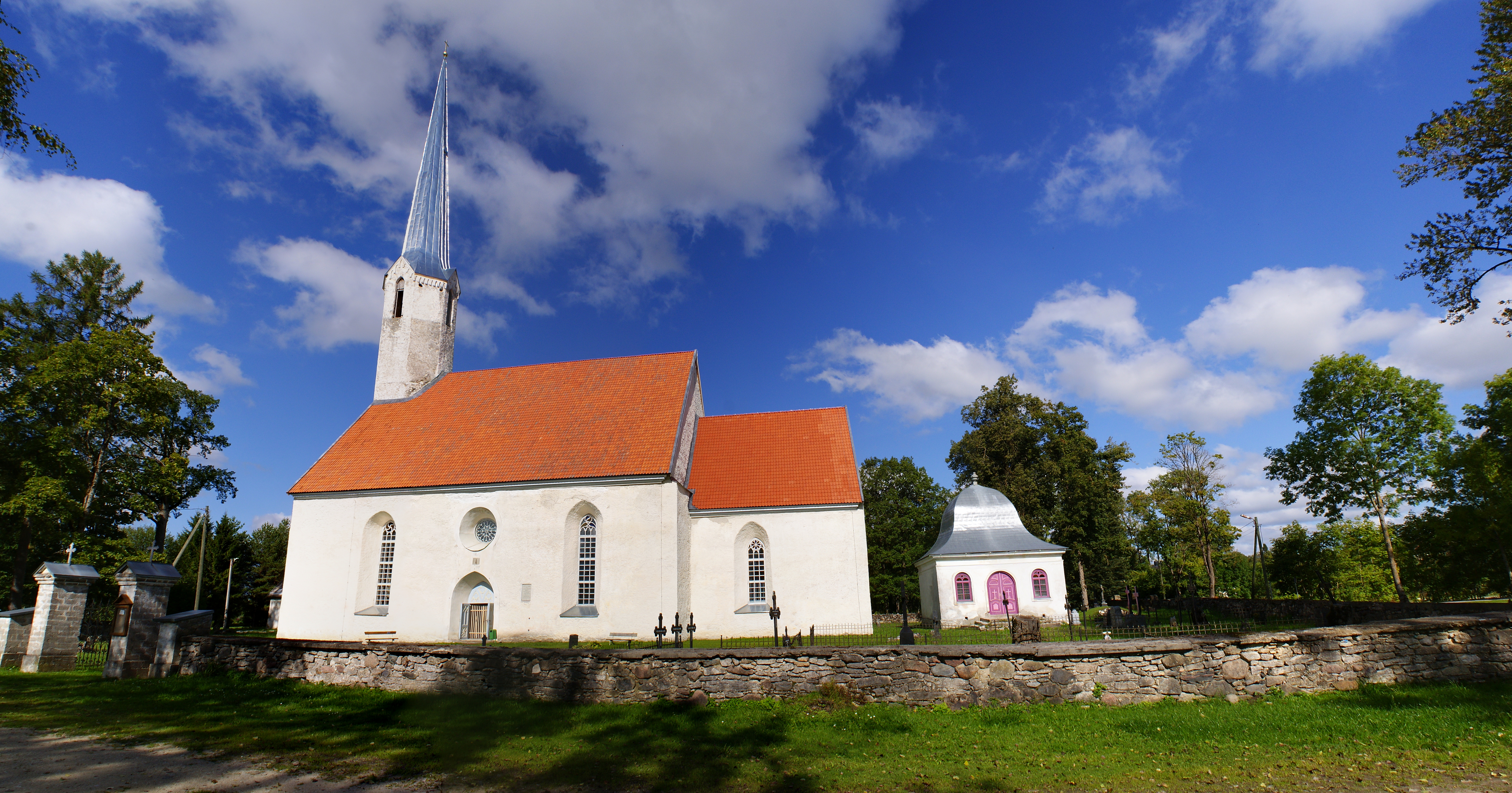
Església de Väike-Maarja
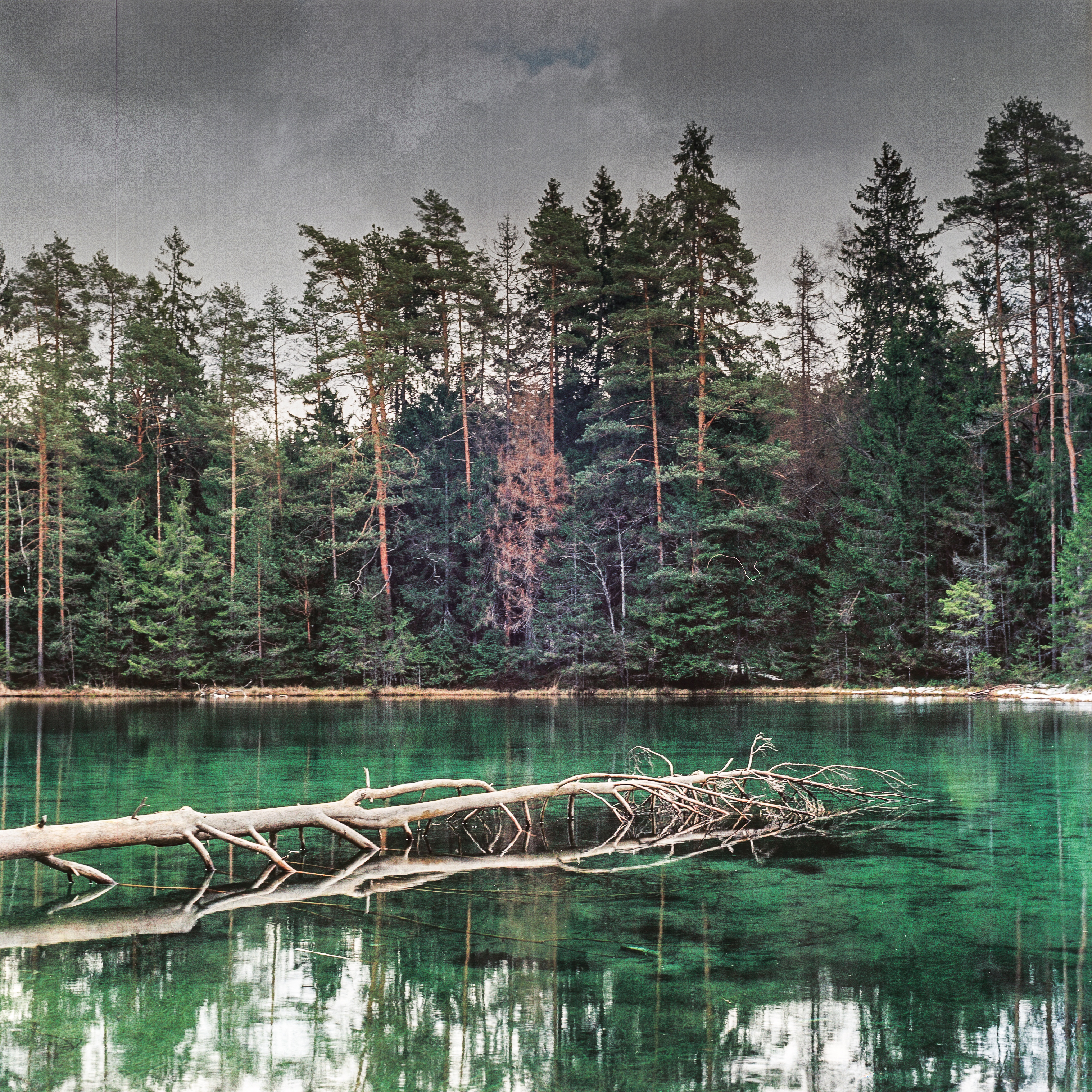
Llac Blau d'Äntu
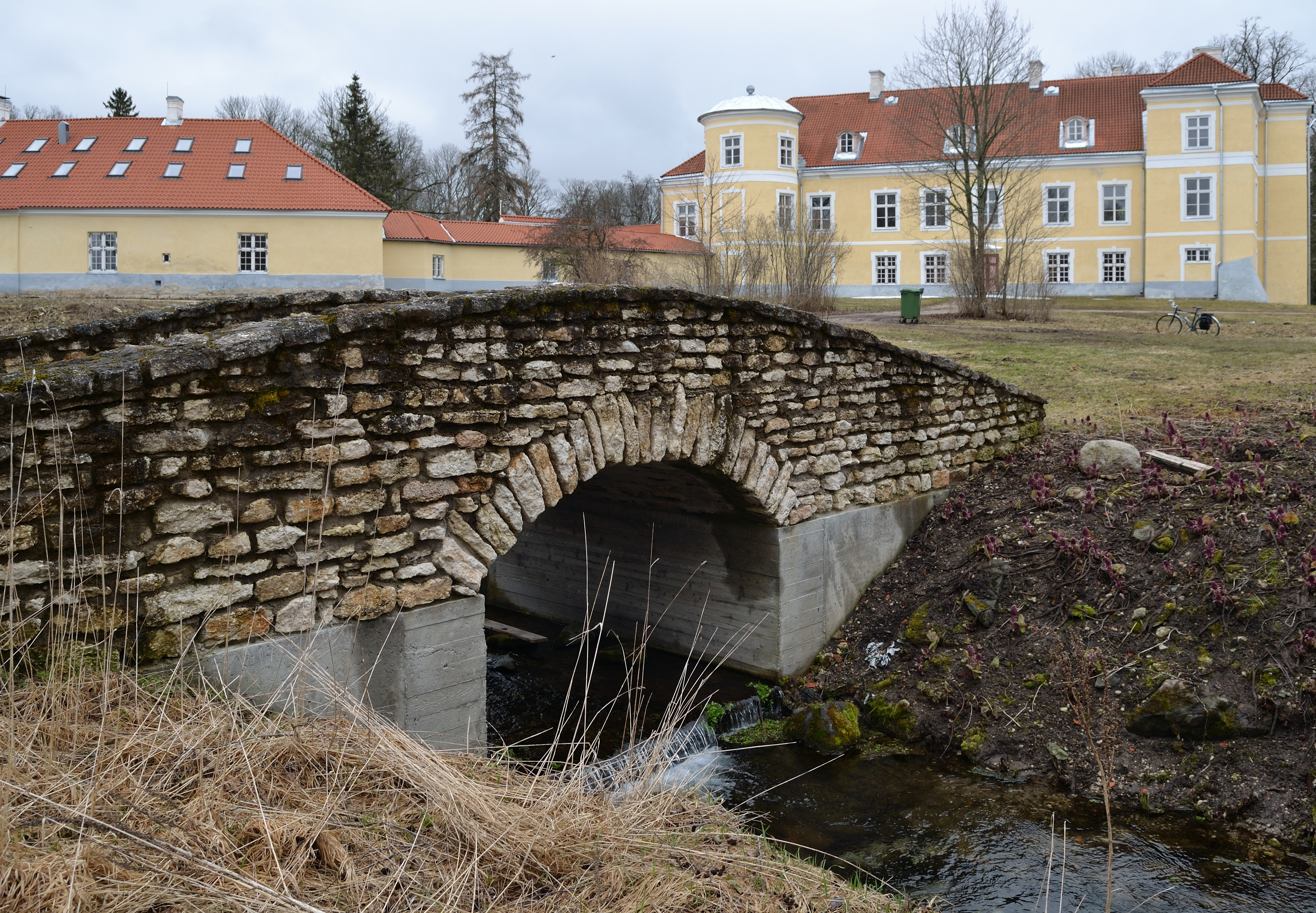
Pont de pedra al parc de Kiltsi Manor
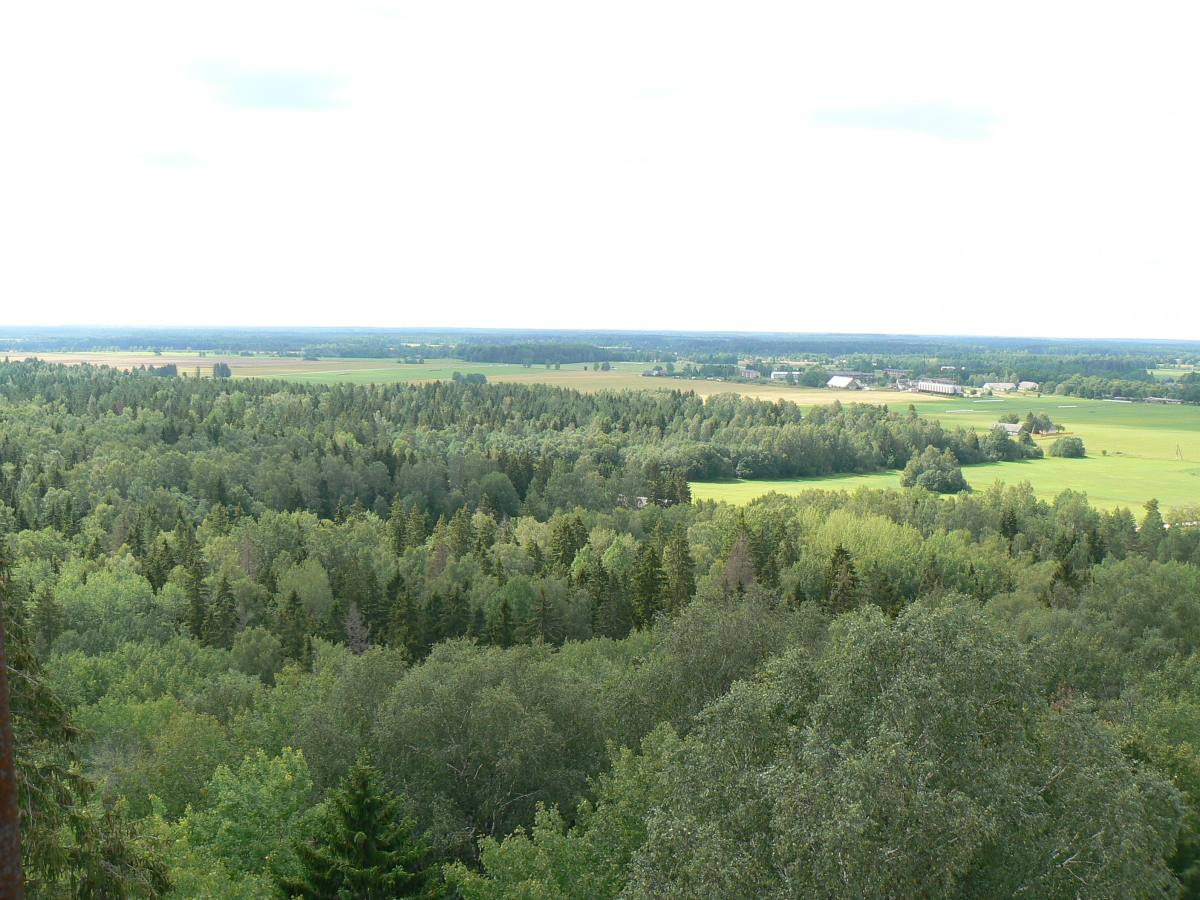
Vista des del turó Ebavere

## Agermanaments
- Hausjärvi, Finlàndia (des de 1989)[2]

- Kaarma, Estònia[2]

- Sirdal, Noruega (des de 1994)[2]

- Sonkajärvi, Finlàndia (des de 1997)[2]

- Tommerup, Dinamarca (1995–2007)[2]